# Câmpulung Moldovenesc
Câmpulung Moldovenesc, alte Schreibweise Cîmpulung Moldovenesc (bis 1950 Câmpulung, manchmal Câmpulung-Bucovina; deutsch Kimpolung, selten Kimpulung; ungarisch Moldvahosszúmező), ist ein Munizipium im Kreis Suceava im Norden Rumäniens.

## Lage

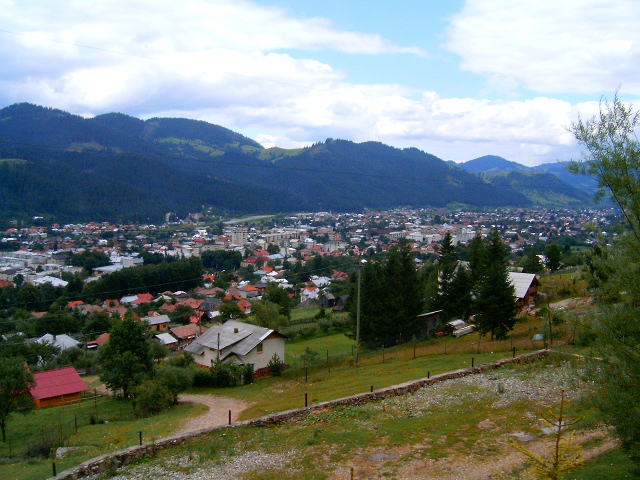
Câmpulung Moldovenesc

Die Stadt liegt an der Moldau und befindet sich im südlichen zu Rumänien gehörenden Teil der Bukowina.

## Geschichte und Gegenwart

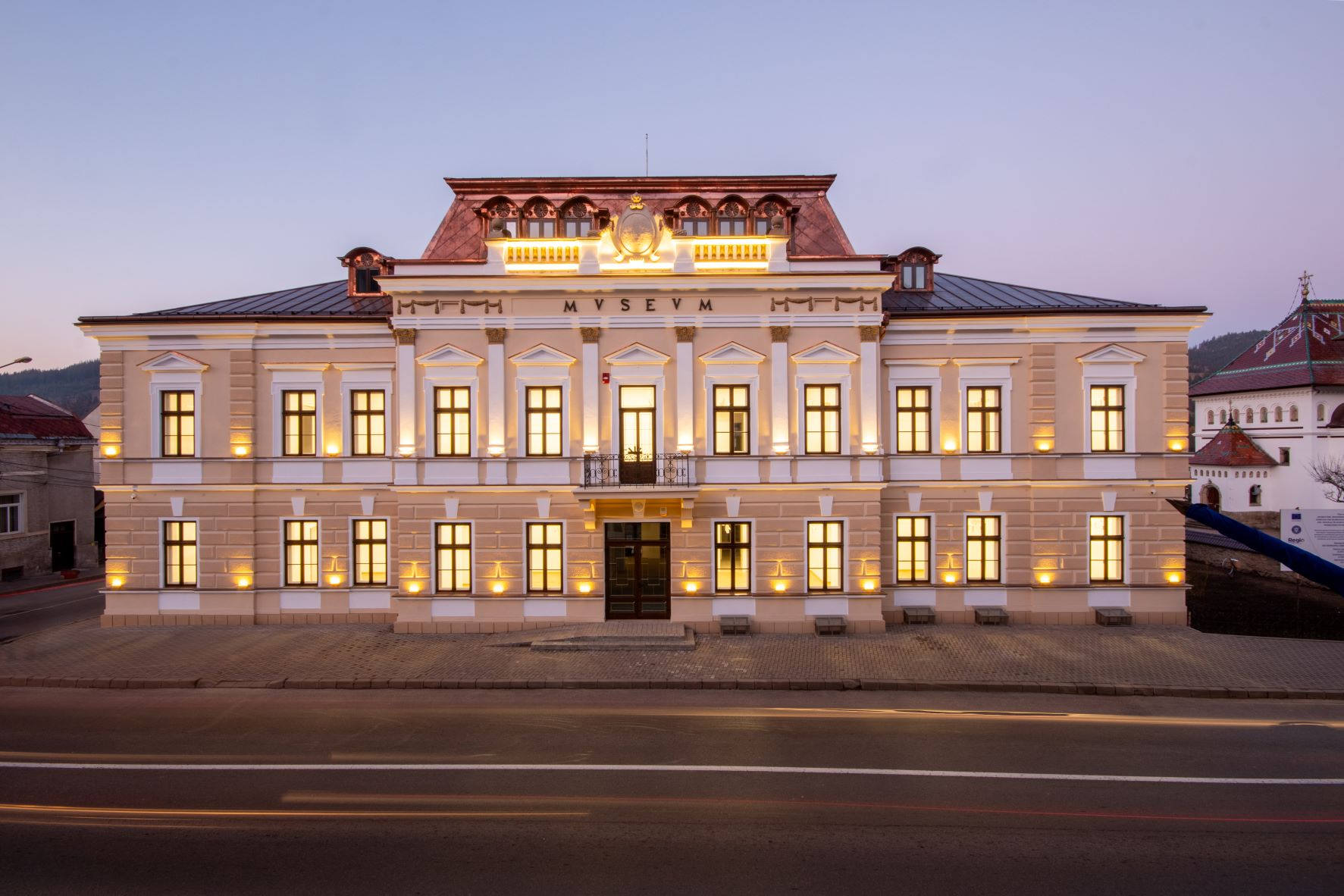
Museum der Holzkunst

Kimpolung wurde 1411 erstmals urkundlich erwähnt. Im Mittelalter fand in der Stadt das Magdeburger Recht Anwendung. Da es sich im nördlichen Teil des Fürstentums Moldau befand, fiel die Ortschaft 1775 an Österreich. Nach der Gründung des Kronlandes Bukowina fungierte Kimpolung als Bezirksstadt.
Durch den Zerfall Österreich-Ungarns im Ersten Weltkrieg wurde die Stadt Teil Großrumäniens. Beim Zensus 1930 in Königreich Rumänien, als der Anteil der deutschsprachigen Bevölkerung zu Gunsten des Rumänischen bereits gefallen war, gaben von den rund 10.000 Einwohnern der Stadt 17,3 % Deutsch (Bukowinadeutsche), 12,4 % Jiddisch und 67,9 % Rumänisch als Muttersprache an.
Die starke jüdische Gemeinde von Kimpolung ist durch die Verschleppungen und Ermordungen in Transnistrien während des Zweiten Weltkrieges und die spätere Auswanderung nahezu verschwunden.
Bis in die unmittelbare Nachkriegszeit war Kimpolung Sitz einer Kreisverwaltung. Heute ist es mit etwa 20.000 Einwohnern die viertgrößte Stadt im Kreis Suceava. Die Stadt beherbergt ein über die Landesgrenzen hinaus bekanntes Holzmuseum. Sie liegt an der Bahnstrecke Dărmănești–Câmpulung Moldovenesc.

## Bevölkerung
Die Volkszählung von 2002 führte zu folgender ethnischen Aufteilung der Einwohner:
- 98,31 % (19.737) Rumänen
- 0,59 % (118) Rumäniendeutsche (Bukowinadeutsche)
- 0,49 % (96) Roma
- 0,28 % (56) Ukrainer
- 0,17 % (35) Ungarn
- 0,16 % Angehörige anderer Ethnien

## Persönlichkeiten
- Rabbi Moses Josef Rubin (1895–1980), chassidischer Rabbiner in Rumänien und den USA, von 1922 bis 1940 hier Oberrabbiner[5]
- Zeno Einhorn (1899–1941), deutsch-jüdischer Schriftsteller und Arzt
- Alexander Spiegelblatt (1927–2013), jiddischer, ab 1964 in Israel lebender Schriftsteller[6]
- Monica Ghiuță (1940–2019), Film- und Theaterschauspielerin
- Anca Parghel (1957–2008), Jazzsängerin
- Nicolae Istrate (* 1982), Bobfahrer
- Roxana Anghel (* 1998), Ruderin
- Florin Lehaci (* 1999), Ruderer
- Maria Lehaci (* 1999), Ruderin
- Andreea Mezdrea (* 2001), Biathletin
- Maria Talida Sfârghiu (* 2003), Leichtathletin

### Ehrenbürger
- Oktavian Regner von Bleyleben (1866–1945), österreichisch-ungarischer Verwaltungsjurist[7]

## Partnerstädte
- Dąbrowa Górnicza (Dombrowa) in Polen, seit 2004